# Virgularia presbytes
Virgularia presbytes is een Pennatulaceasoort uit de familie van de Virgulariidae. De wetenschappelijke naam van de soort is voor het eerst geldig gepubliceerd in 1955 door Bayer.